# احمد بن یحیی
الحاکم بأمر الله أحمد بن یحیی حمید الدین المتوکل (۱۸ ژوئن ۱۸۹۱ – ۱۹ سپتامبر ۱۹۶۲) (خرداد ۱۲۷۰ تا شهریور ۱۳۴۱) امام زیدیه و دومین حاکم سلسله متوکلی یمن (۱۹۴۸ تا ۱۹۶۲)(۱۳۲۷ تا ۱۳۴۱) بود. احمد در زمان جنگ جهانی اول جزو سپاه پدرش یحیی بن‌محمد بود و در نبردها حاضر می‌گشت.  احمد پس از ترور پدرش در ۱۷ فبروری ۱۹۴۸ (۲۷ بهمن/دلو ۱۳۲۶) به حکومت رسید. او در ۱۹ سپتامبر ۱۹۶۲ (۲۸ شهریور/سنبله ۱۳۴۱) درگذشت

## فعالیت و سیاست
امام احمد یک فرمانروای سنتی، مستبد و به شدت مخالف اصلاحات مدرن بود. سیاست او ترکیبی از محافظه‌کاری دینی، تکیه بر وفاداری قبایل و خاندان‌های زیدی و مقابله با نفوذ غربی بود.  او همچون پدرش، با مظنونیت شدید به دنیای خارج نگاه می‌کرد و هرگونه اصلاحات آموزشی یا سیاسی گسترده را تهدیدی علیه قدرت خود می‌دانست.

### روابط خارجی:
- با عربستان سعودی مناسبات پرتنشی داشت و گاهی ادعاهایی نسبت به سرزمین‌های مرزی مانند عسیر مطرح می‌کرد.
- از بریتانیا، که جنوب یمن (عدن) را در اختیار داشت، نفرت داشت و خواهان اخراج استعمارگران انگلیسی بود.
- در سال‌های آخر عمرش، روابط محدودی با اتحاد جماهیر شوروی و جمهوری عربی مصر برقرار کرد.[۲]

### قیام‌های داخلی:
در دوره حکومت احمد، مخالفت‌های داخلی افزایش یافت؛ به ویژه از سوی افسران تحصیل‌کرده و گروه‌های آزادی‌خواه که به تدریج علیه شیوه حکومت خانوادگی و قبیله‌ای او نارضایتی داشتند. در سال‌های پایانی حکومت احمد، نارضایتی گسترده، به ویژه در میان جوانان نظامی، زمینه‌ساز تحولات انقلابی بعدی (۱۹۶۸) شد.

#### کودتای ناموفق ۱۹۵۵
احمد در ۱۹۵۴ پسر بزرگ خود محمد البدر را به عنوان ولیعهد معرفی کرد. حسن برادر کوچکتر احمد، از انتخاب البدر انتقاد کرد که منجر به درگیری بین هواداران دو رقیب شد. شاه عربستان سعودی تلاش کرد تا میان جناح های رقیب میانجیگری کند و برای به رسمیت شناختن البدر تلاش کرد. در این اوضاع ناآرام یک نظامی به نام سرهنگ الثلیه تصمیم گرفت کودتا کند و قصد داشت یکی دیگر از برادران احمد به نام عبدالله را به تخت بفرستد که در آن‌زمان وزیرخارجه بود. ثلیه کاخ احمد را محاصره کرد ولی احمد با وعده سربازانش را خرید و او و عبدالله را دستگیر و اعدام نمود.